# Dundalk Football Club 1988-1989
Questa voce raccoglie le informazioni riguardanti il Dundalk Football Club nelle competizioni ufficiali della stagione 1988-1989.

## Maglie e sponsor
Lo sponsor tecnico per la stagione 1988-1989 è Union Sports, mentre lo sponsor ufficiale è Harp Lager.
| Manica sinistra · Manica sinistra · Maglietta · Maglietta · Manica destra · Manica destra · Pantaloncini · Calzettoni |

## Rosa
| N. |                    | Ruolo | Calciatore    |
| -- | ------------------ | ----- | ------------- |
|    | Irlanda (bandiera) | P     | Alan O'Neill  |
|    | Irlanda (bandiera) | D     | John Cleary   |
|    | Irlanda (bandiera) | D     | Jim Gannon    |
|    | Irlanda (bandiera) | D     | Martin Lawlor |
|    | Irlanda (bandiera) | D     | Dave Mackey   |
|    | Irlanda (bandiera) | D     | Matt McArdle  |
|    | Irlanda (bandiera) | D     | John Whyte    |
|    | Irlanda (bandiera) | C     | Tony Cousins  |
|    | Irlanda (bandiera) | C     | Barry Kehoe   |
|    | Irlanda (bandiera) | C     | Gino Lawless  |
|    | Irlanda (bandiera) | C     | Robbie Lawlor |
|    | Irlanda (bandiera) | C     | Martin Murray |
|    | Irlanda (bandiera) | C     | Mick Shelley  |

| N. |                           | Ruolo | Calciatore       |
| -- | ------------------------- | ----- | ---------------- |
|    | Irlanda (bandiera)        | C     | Larry Wyse       |
|    | Irlanda (bandiera)        | A     | Terry Eviston    |
|    | Irlanda (bandiera)        | A     | Dessie Gorman    |
|    | Irlanda (bandiera)        | A     | Paul Newe        |
|    | Irlanda (bandiera)        | A     | Michael O'Connor |
|    | non conosciuta (bandiera) |       | Callan           |
|    | Irlanda (bandiera)        |       | Sean Hoey        |
|    | non conosciuta (bandiera) |       | Ken Kearns       |
|    | non conosciuta (bandiera) |       | John McKeever    |
|    | non conosciuta (bandiera) |       | Tony Quinn       |
|    | non conosciuta (bandiera) |       | Shane Wiseman    |
|    | non conosciuta (bandiera) |       | Richie Waters    |

## Risultati

### Coppa dei Campioni
| Arbitro: | McCluskey |

|  |           |                                                             |
|  | Marcatori | 50’ Mrkela 60’ Musemić 63’ Stojković 86’ Stošić 88’ Đurović |

| Arbitro: | Deda |

|                                          |           |  |
| Šabanadžović 4’ Mrkela 51’ Savićević 67’ | Marcatori |  |